# Another Way to Die (Disturbed)
Another Way to Die è il primo singolo estratto da Asylum, quinto album del gruppo musicale alternative metal statunitense Disturbed. La canzone tratta l'argomento del riscaldamento globale. È stato pubblicato nelle radio la mattina del 14 giugno 2010 e, lo stesso giorno, un video con il testo della canzone è stato pubblicato sul canale ufficiale della band su YouTube; il giorno seguente è stato reso possibile il download tramite iTunes Store.

## Temi del testo
In un'intervista con The Pulse of Radio, il frontman David Draiman ha cercato di evidenziare il fatto che il testo del brano contiene alcuni degli argomenti importanti più recenti:

## Accoglienza
Another Way to Die ha raggiunto la posizione #1 nella sezione rock dell'iTunes Store il giorno della pubblicazione.

## Tracce
Singolo digitale
1. Another Way to Die – 4:13

Durata totale: 4:13
Compact disc
1. Another Way to Die – 4:13
2. Living After Midnight – 4:25 – cover dei Judas Priest

Durata totale: 8:38

## Video musicale
Il 14 giugno 2010, sul canale ufficiale della band su YouTube, è stato caricato un video della canzone, il quale mostra vari disastri ambientali (come l'esplosione della bomba atomica ed il maremoto dell'oceano Indiano del 2004) ed il testo della canzone che scorre nella parte bassa. La band girerà presto un video per la canzone, diretto da Robert Schober (conosciuto anche come Roboshobo).

## Posizioni in classifica
| Classifica (2010)                         | Posizione |
| ----------------------------------------- | --------- |
| Billboard Canadian Hot 100                | 62        |
| U.S. Billboard Hot 100                    | 81        |
| U.S. Billboard Hot Mainstream Rock Tracks | 1         |
| U.S. Billboard Alternative Songs          | 16        |
| U.S. Billboard Rock Songs                 | 5         |

## Pubblicazione
| Formato                             | Data              | Etichetta       |
| ----------------------------------- | ----------------- | --------------- |
| Radio statunitensi                  | 14 giugno 2010    | Reprise Records |
| Download digitale (USA)             | 15 giugno 2010    | Reprise Records |
| Download digitale (resto del mondo) | 16-23 giugno 2010 | Reprise Records |

## Formazione
- David Draiman - voce, co-produttore
- Dan Donegan - chitarra, produttore
- John Moyer - basso
- Mike Wengren - batteria, co-produttore